# 米国国家規格協会
米国国家規格協会（、英: American National Standards Institute）は、アメリカ合衆国の国内における工業分野の標準化組織であり、公の合意形成のためにさまざまな規格の承認を担っている。
米国国家規格協会そのものは規格を作成せず、SDOsと呼ばれる280以上の規格開発団体の作成した規格を認定して承認する機関が米国国家規格協会であり、認定された規格は米国国家規格（ANSI規格）として認定される。
略称はANSI（アンシ、アンジ、アンシー）。訳は米国国家標準協会とも。また、元は旧称American Standards Association（ASA）の訳だった米国規格協会・米国標準協会とも呼ばれる。本部はワシントンD.C.にあるが、事務局はニューヨークにある。
電子工業会（EIA）、電気通信工業会（TIA）などの国内規格作成団体による仕様を承認し、ANSI規格とする。
ANSI規格は、日本の日本産業規格 (JIS) に相当するとされる。ただし、政府（大臣）が制定する規格であるJISと違い、ANSI規格を制定するのは政府から独立した私的な非営利組織のANSIである。
国際標準化機構（ISO）設立メンバーであり、ISO、国際電気標準会議（IEC）、国際認定フォーラム（IAF）にアメリカ代表として参加している。アメリカの国内規格機関ではあるが、ISO等の規格に先だって決まることも多く、ANSI規格がISO規格になることも多い。また、製造業における国際標準化団体としてIPC（米国電子回路協会）があるが、ANSIの標準開発組織として正式に認可されている。ASCIIの文字コード規格（X.34）が、ISO 646になるなどの例がある。

## 歴史
- 1918年 - American Engineering Standards Committee（AESC）として、以下の5つの工業団体および3つの政治機関によって設立。
  - 米国電気学会（American Institute of Electrical Engineers, AIEE） - 現 IEEE
  - 米国機械工学会（American Society of Mechanical Engineers, ASME）
  - 米国土木学会（American Society of Civil Engineers, ASCE）
  - 米国鉱山技師協会（American Institute of Mining Engineers, AIME） - 現 米国鉱業冶金石油学会（American Institute of Mining, Metallurgical, and Petroleum Engineers）
  - 米国材料試験協会（American Society for Testing and Materials, ASTM） - 現 ASTMインターナショナル
- 1928年 - American Standards Association（ASA）に改名。
- 1966年 - 再編成され、United States of America Standards Institute（USASI）に改名。
- 1969年 - 現在の名称に改名。